# 박성윤
박성윤은 대한민국의 공연 프로듀서,교수다.

## 연혁
- 2023년 단국대학교 공연콘텐츠연구소장
- 2023년 단국대학교 공연영화학부 초빙교수
- 2018년 (주)스포트라이트 공연사업부 프로듀서

## 학력
- 단국대학교 대학원 문화예술학과 박사 수료
- 단국대학교 문화예술대학원 공연예술학과 석사 졸업
- 단국대학교 공연영화학부 뮤지컬전공 학사 졸업
- 연수고등학교 졸업

## 경력
공연
- 2023 뮤지컬 《룰렛》- 기획/개발
- 2022 연극 《82년생 김지영》- 프로듀서
- 2021 연극 《달려라, 아비》- 프로듀서
- 2021 《김애란 작가와 함께하는 달려라, 아비 북 콘서트》- 프로듀서
- 2019 《ㅋㅋ 페스티벌》- PD
- 2019 《홍재목 콘서트 - 그의 서재》- PD
- 2018 《브라보 빈센트! 별이 빛나는 밤에》- 대본
- 2018 《서태지 25주년 DVD & BLU-RAY 발매 기념 전야제》- PD
- 2018 《롯데카드 무브 사운드 트랙 vol.3 싸이X비 콘서트》- PD
- 2018 《멜로디 포레스트 캠프》- PD
- 2018 《히얼마이송》- 해설

기타
- 아르코 문화예술 전문가 코스 집필 위원
- 서울시 수상예술무대 건립 자문 위원
- 국세 공무원 사이버 교육 콘텐츠 집필 위원